# Diario di un parroco di campagna
Diario di un parroco di campagna è un romanzo di Nicola Lisi del 1942.

## Trama
Diario di un parroco di campagna è un romanzo, in forma di diario, articolato in tre anni non ben definiti ("Anno del freddo", "Anno dei Pellegrini" e "Anno dei fiori"), che si immagina scritto da don Antonio, un anziano parroco in una località del Mugello. Narrando le umili vicende di tutti i giorni, il protagonista fa continui riferimenti ai ricordi della sua vita. Il romanzo narra episodi realmente accaduti; alcuni tratti del protagonista sono ripresi infatti dalla figura di un parente alla lontana di Lisi che viveva in una solitaria parrocchia del Mugello.

## Critica
Diario di un parroco di campagna è l'opera più popolare di Nicola Lisi, ed ebbe, a partire dalla sua pubblicazione nel 1942, un successo immediato e molto vasto. I giudizi su questa opera sono stati contrastanti. Secondo Giancarlo Vigorelli il Diario di un parroco di campagna è l'immagine speculare del quasi omonimo Diario di un curato di campagna di Georges Bernanos: il parroco di Bernanos è l'immagine abissale di un cristianesimo tragico, quello di Lisi è l'immagine di un cristianesimo idilliaco e devozionale, con l'occhio più ai Fioretti che al Vangelo. Per Leone Piccioni, invece, «La prosa di Lisi, le sue meditazioni, la capacità di riattaccarsi alla tradizione popolare e contadina della sua gente, fanno riflettere su come importanti ci raggiungano da Lisi la luce, la pace, i profumi, i sogni, i fiori che derivano da un disteso canto. [...] Una ispirazione continua ma mai ripetitiva: come continuamente ispirate ma mai ripetitive sono le nature morte di Morandi».

## Edizioni

### In lingua italiana
- Diario di un parroco di campagna, Firenze: Vallecchi, 1942
- Diario di un parroco di campagna; con tredici incisioni di Pietro Parigi, Firenze: Vallecchi, 1968
- Diario di un parroco di campagna: romanzo, Milano: Longanesi, 1970, Collana "I libri pocket" n. 274
- Diario di un parroco di campagna, Firenze: Vallecchi, 1973
- Diario di un parroco di campagna; con un saggio di Elena Bono, Recco: Le mani, 1993, ISBN 88-8012-006-9
- Diario di un parroco di campagna; prefazione di Carlo Lapucci, Siena: Cantagalli, 2009, Collana I classici cristiani n. 307, ISBN 978-88-8272-460-3

### Traduzioni
- Erde Preise den Herrn: Chronik eines Dorfpfarrers; aus dem Italienischen übersetzt von Hanns von Winter, Wien; München: Herold, 1953